# Câmara Dourada da Czarina

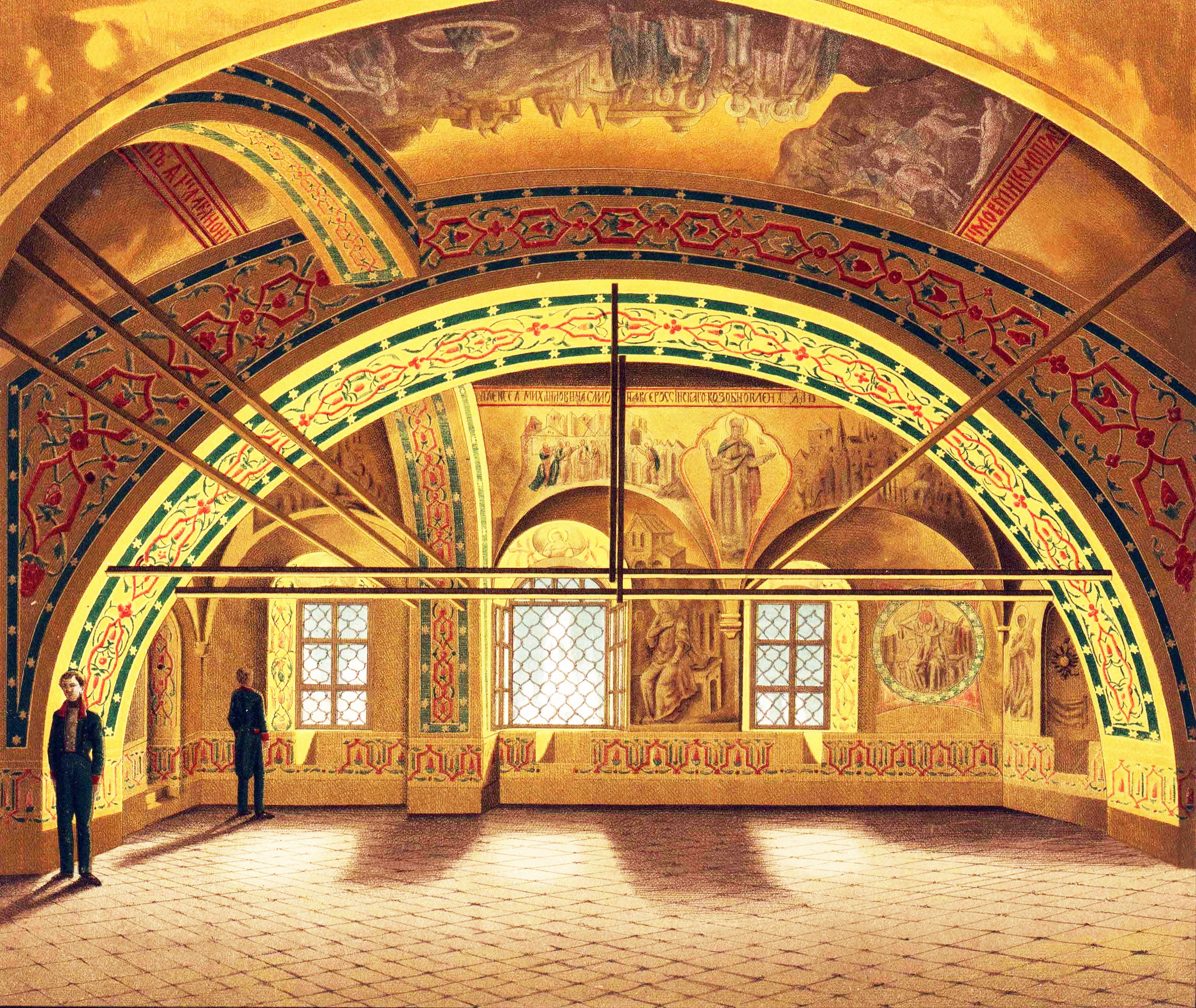

A Câmara Tsaritsyna Dourada é um palácio dos séculos 15 a 16 no Kremlin de Moscou (originalmente - parte dos Coros de Cama do Grão-Duque Ivan III ), o principal salão de recepção de Irina Godunova e todas as rainhas russas subsequentes do período pré-petrino tempo. Afrescos do final do século XVI foram preservados no interior da câmara.

## Construção
A Câmara Tsaritsyna Dourada foi construída na virada dos séculos 15 para 16 como parte do complexo do palácio do Grão-Duque Ivan III . Na historiografia dos monumentos do Kremlin de Moscou dos séculos XIX-XX, há uma datação errônea da construção da câmara - década de 1620. O trabalho de pesquisa de um grupo de especialistas das Oficinas Centrais de Projetos Científicos e de Restauração liderados por Boris Altshuller sobre os objetos da parte antiga do Palácio do Kremlin estabeleceu que a construção do palácio de pedra começou em 1487 com a colocação do Palácio das Facetas pelo arquiteto Marko Fryazin . A parte principal do palácio foi erguida por Aloisio da Carcano em 1499-1508 e consistia em três partes: as portas frontais das Câmaras Douradas e Facetadas Médias, as Câmaras do Terrapleno a sul e a ala residencial a norte. O segundo andar da ala norte, que sobreviveu até hoje, era um bloco monolítico de nove câmaras de pedra, fechado pela Câmara Tsaritsyna Dourada do lado da Praça da Catedral, que, portanto, remonta a 1499-1508.

## Origem do nome
Nos séculos XVI-XVII, a câmara, que fazia parte da metade feminina do palácio, tinha um nome diferente: “Naugolnaya do Mais Puro ”, “Câmara da Rainha Irina ”, “Câmara Menor de Ouro” (em contraste com a Dourado Médio e Grande Facetado ) e Tsaritsyna Dourado. O adjetivo "dourado" na nomeação das câmaras principais do palácio (Câmara Dourada Central, Câmara Tsaritsyna Dourada) foi derivado dos murais dourados supostamente existentes nelas, em particular Ivan Zabelin aderiu a essa opinião. Pesquisas modernas indicam que não há informações convincentes sobre a presença de fundos dourados de pinturas nos tetos abobadados desses edifícios. Paralelamente, no decurso de estudos de campo, foram encontrados vestígios de tectos em caixotões de madeira junto aos aposentos da ala norte, decorados com pinturas e talha dourada. Com base nisso, foi levantada a hipótese de que o termo “Golden” em nome das câmaras frontais surgiu dos tetos de caixotões dourados que originalmente existiam nelas.

## Câmara no espaço do palácio
Pela primeira vez, a Câmara Tsaritsyna foi mencionada sob o nome de "Naugolnaya" em 1526, ao descrever a cerimônia de casamento do Grão-Duque Vasily III com Elena Glinskaya . A finalidade das instalações não foi especificada. No século XIX, o historiador Ivan Snegiryov sugeriu que a câmara pertencia ao complexo do tribunal metropolitano, por ser adjacente à Igreja da Deposição do Manto, que fazia parte deste pátio antes da construção da residência do Patriarca Nikon . Snegiryov acreditava que era esta câmara que aparecia nas fontes do século 16 como o "Santo" ao descrever o cerimonial da corte do metropolita. No entanto, a maioria dos pesquisadores do palácio, em particular Ivan Zabelin e Fyodor Richter, rejeitou essa hipótese, uma vez que o modo fechado de vida principesca não permitia tamanha proximidade nem mesmo com as câmaras metropolitanas.
O ponto de vista mais comum é que os aposentos da ala norte pertenciam à metade feminina da corte do soberano, dada a proximidade com a Igreja da Natividade da Virgem, erguida em 1393 pela princesa Evdokia Donskaya no local de um antigo igreja de madeira em nome da Ressurreição de Lázaro (apenas uma construção de pedra do final do século XIV sobreviveu na parte inferior). Esta igreja marcava a localização das torres da grã-duquesa e, presumivelmente, servia como igreja doméstica para ela. No entanto, não há dados confiáveis que possam determinar o lugar da câmara no cerimonial e na vida cotidiana da corte do soberano até a década de 1580.

### Interior
Segundo a lembrança do arcebispo Arseny de Elasson, que visitou a câmara em 1589, ela era rica e elegantemente decorada. As paredes e abóbadas com despojados eram revestidas de ouro puro e refletiam os sons falados de forma surpreendente. Nas paredes estavam representados padrões florais, árvores, cachos de uva, bem como vários pássaros. No meio da abóbada havia um leão segurando uma cobra entre os dentes, do meio da qual desciam muitos castiçais, decorados com pedras preciosas e pérolas e habilmente tecidos como cestas. Arseny observa especialmente os numerosos mosaicos retratando eventos e pessoas da história sagrada que o encantaram. Todas essas imagens foram cobertas com elegantes salários, coroas e decoradas com pedras preciosas. Toda essa rica decoração foi perdida durante o saque da câmara durante o Tempo das Perturbações.
A acústica que surpreendeu Arseny é explicada pela técnica de construção bem conhecida dos antigos mestres russos. Ao examinar a câmara no século 20, vasos bem preservados, colocados próximos uns dos outros, fixados com lascas de tijolos em cal (sua altura é de cerca de 40 cm, o maior diâmetro é de 25 cm) foram encontrados em sua abóbada; esta técnica construtiva, utilizada nos séculos XV-XVI, destinava-se a reduzir a carga nas abóbadas.
Os afrescos da câmara foram feitos no final da década de 1580, posteriormente - nos séculos XVII, XVIII e posteriores - foram repetidamente atualizados. Eles são únicos em conteúdo e correspondem ao propósito da sala. Nas paredes estão imagens de governantes femininas: as imperatrizes bizantinas Irina e Teodora, a rainha georgiana Dinara ( Tamara ), a princesa russa Olga. Cenas da história do cristianismo também são mostradas, e entre elas está a imagem do imperador Constantino e sua mãe Helena. De acordo com as cenas de batalha na parede norte, retratando os feitos da rainha Dinara, foi estabelecido que a pintura original era policromada, apenas partes dos halos e o fundo eram dourados. Os murais foram restaurados nas décadas de 1920 e 1947.
Do oeste, a câmara é ligada por um grande vestíbulo (a chamada 'câmara Zhiletskaya', onde antigamente os guardas do palácio chamados 'residentes' estavam de plantão). Metade desta sala foi alienada por uma divisória, provavelmente no século XVIII. No hall de entrada, um elegante portal renascentista foi preservado, decorando a entrada principal da Câmara Tsaritsyna. A sua talha relevada apresenta flores e ervas, principalmente volutas de acanto.